# الدنیا
الدنیا (به لاتین: Eldeniya) یک منطقهٔ مسکونی در سری‌لانکا است که در ناحیه گامپاها واقع شده‌است. الدنیا ۱٬۵۰۰ نفر جمعیت دارد.